# Hypothyris laphria
Hypothyris laphria är en fjärilsart som beskrevs av Doubleday 1847. Hypothyris laphria ingår i släktet Hypothyris och familjen praktfjärilar. Inga underarter finns listade i Catalogue of Life.